# Edwin Herbert
Edwin Herbert, właśc. Herbert Wojciechowski (ur. 24 października 1910 w Berlinie, zm. 10 sierpnia 1974 w Tatrach) – polski poeta, prozaik oraz tłumacz literatury niemieckiej, z zawodu lekarz neurolog, ojciec pisarza Piotra Wojciechowskiego.

## Życiorys
Był synem Polaka i Dunki, Jakuba i Anny, z domu Beerentsen. Od lat dziecinnych mieszkał w Poznaniu, po śmierci ojca w 1925 jego matka wyjechała do Danii, a on sam pozostał pod opieką ciotki. W 1927 ukończył Gimnazjum im. Karola Marcinkowskiego w Poznaniu, w 1933 studia medyczne na Uniwersytecie Poznańskim. W latach 1927–1933 był członkiem Związku Polskiej Młodzieży Demokratycznej. Po odbyciu rocznej służby wojskowej pracował do wybuchu II wojny światowej w Klinice Chorób Nerwowych i Umysłowych w Poznaniu jako neurolog. 
Jako poeta debiutował w 1929 w Kurierze Literacko-Naukowym. W 1930 należał do twórców grupy literackiej Prom, był jednym z redaktorów pisma Prom (od nr 4 z 1932 do nr 10 (1936/1937)). W 1930 ogłosił z Witoldem Juliuszem Kapuścińskim tom poezji Hinduski sen, kolejne tomy wierszy Sonety dnia słonecznego (1932), Dęby kwitną (1935) i Narodziny płomienia (1937) wydał samodzielnie w ramach Biblioteki Promu. Tłumaczył także z języka niemieckiego i norweskiego, m.in. w 1938 przetłumaczył powieść Johna Knittela El Hakim.  Od 1932 należał do Związku Zawodowego Literatów Polskich. 
Uczestniczył jako lekarz w kampanii wrześniowej, okres II wojny światowej spędził w Lublinie, gdzie pracował w Miejskim Szpitalu Świętego Jana Bożego. Od sierpnia 1944 służył jako lekarz wojskowy w Ludowym Wojsku Polskim, początkowo w 62. Szpitalu Ewakuacyjnym, następnie m.in. w Gdańsku (1945) i Sopocie, Warszawie (przez kilka miesięcy 1946 jako lekarz osobisty Bolesława Bieruta), Wrocławiu (1947), Poznaniu (1947–1952), Krakowie (1952–1956) i od 1956 ponownie w Poznaniu. W 1953 awansowany do stopnia pułkownika. W 1968 przeszedł na emeryturę i zamieszkał w Kirach. Od 1947 był członkiem PPR, w latach 1948–1956 PZPR.
Po II wojnie światowej kontynuował działalność literacką. Opublikował tom opowiadań Kamienie. Klaudia (1953), powieść Garść ziarna (1955) i tom wierszy Antykwariat liryczny (1959), a także kilkanaście tłumaczeń z niemieckiego i norweskiego:
- Pod drzwiami Wolfganga Borcherta (1960 - z Egonem Naganowskim
- Cienie na moim sercu Terje Stigena (1960)
- Ucieczka Arthura Omre (1961)
- Sąd Boży i inne opowiadania Franza Fühmanna (1962)
- Opowiadania (1964 - z Marią Kłos-Gwizdalską i Marią Wołczacką) - antologia opowiadań niemieckich w wyborze Güntera Caspara
- Transport złota Eduarda Kleina (1967)
- Dolina Gniewnego Potoku Benno Voelknera (1968)
- Drewniany statek Hansa Henny Jahnna (1969)
- Narodziny Ryszarda Hamiltona. Opowiadania Waltera Kaufmanna (1970 - z Marią Kłos-Gwizdalską)
- Kontrapunkty Siegfrieda Pitschmanna (1970)
- Bogowie i giganci Heinricha Alexandra Stolla (1970)
- Kaszel. Ppowiadania prawdopodobne i nieprawdopodobne Waltera Vogta (1971)
- Budowniczy ruin Herberta Rosendorfa (1972)
- Król Edyp i inne opowiadania (1979 - z Anną Marią Linke) - pośmiertnie

W 1968 został odznaczony Krzyżem Kawalerskim Orderu Odrodzenia Polski.
Zmarł nagle w czasie wycieczki, w okolicach Koziego Wierchu, został pochowany w Zakopanem. 
Jego Utwory wybrane ukazały się w 1980 w wyborze oraz z przedmową Aleksandra Rogalskiego, który poświęcił mu także wspomnienie w tomie W kręgu przyjaźni (1983)